# Louis Garrel

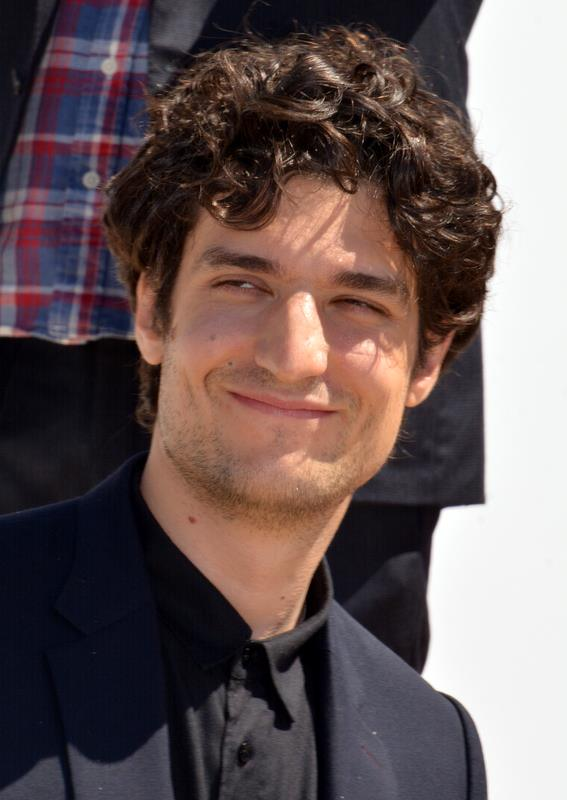
Louis Garrel bei den Internationalen Filmfestspielen von Cannes 2017

Louis Garrel (* 14. Juni 1983 in Paris) ist ein französischer Schauspieler und Regisseur.

## Leben und Karriere
Louis Garrel wurde 1983 in Paris als Sohn des Regisseurs Philippe Garrel und der Schauspielerin Brigitte Sy geboren. Sein Großvater ist der Schauspieler Maurice Garrel, sein Taufpate der Schauspieler Jean-Pierre Léaud. Bereits im Alter von etwa sechs Jahren stand Louis Garrel in dem Drama Triaden des Kusses in der Rolle des Lo gemeinsam mit seiner Mutter, seinem Großvater und seinem Vater, der auch Regie führte, vor der Kamera. Seine ersten eigenen Schritte hin zur Schauspielerei machte er im Alter von 14 Jahren am Schultheater. Sein zweiter Spielfilm und gleichzeitig seine erste Hauptrolle folgte 2001 unter der Regie von Rodolphe Marconi in dessen Film Ceci est mon corps, in dem u. a. Jane Birkin und Annie Girardot seine Filmpartner waren. Nach einer Nebenrolle in Yolande Zaubermans Kriegsdrama Der Krieg in Paris folgte 2003 Garrels internationaler Durchbruch im Filmgeschäft. In Bernardo Bertoluccis Die Träumer spielt der Jungschauspieler an der Seite von Michael Pitt und Eva Green den manipulativen Theo, der sich im Paris der 1968er Studentenrevolten zusammen mit seiner Zwillingsschwester auf eine inzestuöse und homoerotische Dreiecksbeziehung mit dem jungen und schüchternen Amerikaner Matthew einlässt. Das freizügige Werk erhielt gemischte Kritiken und wurde u. a. für den spanischen Filmpreis Goya als Bester europäischer Film nominiert. Im selben Jahr startete Garrel sein Schauspielstudium an der Schauspielschule des Conservatoire National in Paris.
Nach dem Erfolg von Die Träumer folgte mit dem Mitwirken in Christophe Honorés Drama Meine Mutter erneut ein kontroverses Filmprojekt. In der Adaption von Georges Batailles 1966 postum erschienenem Skandal-Roman ist Isabelle Huppert Garrels Filmpartnerin, die ihn als seine Mutter in eine Welt von Amoralität, Hedonismus und Verdorbenheit führt. 2005 agierte Louis Garrel, der fließend Englisch und Italienisch spricht, erneut unter der Regie seines Vaters Philippe. Unruhestifter (Les amants réguliers) handelt wie Die Träumer von Pariser Studenten, die sich während der Revolte im Mai 1968 dem Leben der Bohème verschreiben. Garrel spielt erneut neben seiner Mutter und seinem Großvater den jungen François, der sich auf eine leidenschaftliche Beziehung mit der gleichaltrigen Lilie (gespielt von Clotilde Hesme) einlässt. Das fast drei Stunden lange Drama wurde u. a. auf den Filmfestspielen von Venedig preisgekrönt. Louis Garrel wurde für seine Darstellung von der Kritik gelobt und bei der Verleihung der Césars 2006, dem wichtigsten französischen Filmpreis, als bester Nachwuchsdarsteller ausgezeichnet. Im selben Jahr arbeitete der Schauspieler an drei Filmprojekten, darunter Christophe Honorés In Paris, einer Hommage an die Nouvelle Vague, in der Garrel gemeinsam mit Romain Duris ein Brüderpaar spielt, und François Ozons Kurzfilm Un lever de rideau. Mit Honoré arbeitete er wiederholt an den Spielfilmen Chanson der Liebe (2007), Das schöne Mädchen (2008) und Non ma fille, tu n’iras pas danser (2009) zusammen.
Parallel zu seiner Schauspielkarriere legte Garrel 2008 mit Mes copains seinen ersten Kurzfilm vor. Sein zweiter Kurzfilm Petit Tailleur (2010) erhielt eine Einladung in die Reihe Quinzaine des réalisateurs der 63. Filmfestspiele von Cannes, brachte ihm eine César-Nominierung ein, und gewann einen Preis beim Curtas-Vila-do-Conde-Filmfestival 2011 in Portugal. Seinen ersten Spielfilm Les deux amis stellte er 2015 fertig.
Von 2007 bis 2012 war Garrel mit der italienisch-französischen Schauspielerin, Filmregisseurin und Drehbuchautorin Valeria Bruni Tedeschi liiert. 2009 adoptierte das Paar ein vier Monate altes Mädchen aus dem Senegal. Nach der Trennung von Bruni Tedeschi war Garrel mit der iranischen Schauspielerin liiert. Ab 2015 war Garrel mit der französischen Schauspielerin und international bekanntem Model Laetitia Casta zusammen. 2017 heirateten die beiden auf Korsika. Im März 2021 wurden Garrel und Casta Eltern eines Sohnes.

## Filmografie (Auswahl)

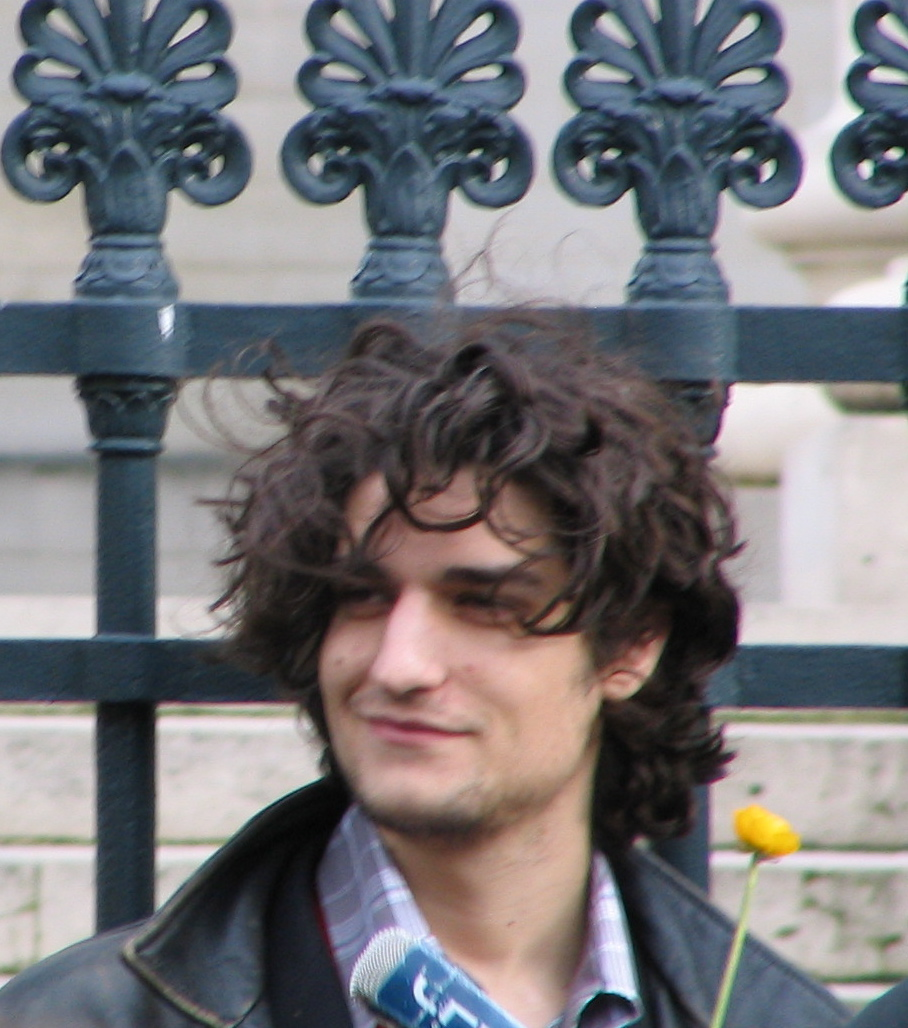
Garrel im Jahr 2009

### Schauspieler
- 1989: Triaden des Kusses (Les baisers de secours)
- 2001: Ceci est mon corps
- 2002: Der Krieg in Paris (La guerre à Paris)
- 2003: Die Träumer (The Dreamers)
- 2004: Meine Mutter (Ma mère)
- 2005: Unruhestifter (Les amants réguliers)
- 2006: In Paris (Dans Paris)
- 2006: Un lever de rideau (Kurzfilm)
- 2007: Actrices – oder der Traum aus der Nacht davor (Actrices)
- 2007: Chanson der Liebe (Les chansons d’amour)
- 2007: Choisir d’aimer
- 2008: Vor dem Morgengrauen (La Frontière de l’aube)
- 2008: Das schöne Mädchen (La belle personne)
- 2009: Non ma fille, tu n’iras pas danser
- 2010: Le mariage à trois
- 2010: Herzensbrecher (Les amours imaginaires)
- 2010: Diarchia (Kurzfilm)
- 2011: Die Liebenden – von der Last, glücklich zu sein (Les bien-aimés)
- 2011: La règle de trois (Kurzfilm)
- 2011: Ein brennender Sommer (Un été brûlant)
- 2012: Les coquillettes
- 2013: Ein Schloss in Italien (Un château en Italie)
- 2013: Eifersucht (La jalousie)
- 2014: Saint Laurent
- 2015: Das Sprungbein (L’astragale)
- 2015: Im Schatten der Frauen (L’ombre des femmes)
- 2015: Mein ein, mein alles (Mon roi)
- 2015: Zwei Freunde (Les deux amis)
- 2016: Das Geheimnis der zwei Schwestern (Planetarium)
- 2016: Falsche Vertraulichkeiten (Les fausses confidences)
- 2016: Die Frau im Mond – Erinnerung an die Liebe (Mal de pierres)
- 2017: Ismaëls Geister (Les fantômes d’Ismaël)
- 2017: Le redoutable
- 2018: Ein Volk und sein König (Un peuple et son roi)
- 2018: Ein Mann zum Verlieben (L’homme fidèle)
- 2019: Intrige (J’accuse)
- 2019: Little Women
- 2020: DNA (ADN)
- 2020: Rifkin’s Festival
- 2021: La croisade
- 2021: Mon légionnaire
- 2021: Die Geschichte meiner Frau (The Story of My Wife)
- 2022: Coma (nur Stimme)
- 2022: L’envol
- 2022: Forever Young (Les Amandiers)
- 2022: Verkehrte Welt (L’innocent)
- 2022: Der Schatten von Caravaggio (L’ombra di Caravaggio)
- 2023: Die drei Musketiere – D’Artagnan (Les Trois Mousquetaires: D’Artagnan)
- 2023: Die drei Musketiere – Milady (Les Trois Mousquetaires: Milady)
- 2023: Le Grand Chariot
- 2024: Le deuxième acte
- 2024: Saint-Exupéry – Die Geschichte vor dem kleinen Prinzen (Saint-Ex)

### Regie und Drehbuch
- 2008: Mes copains (Kurzfilm)
- 2010: Petit tailleur (Kurzfilm)
- 2011: La règle de trois (Kurzfilm)
- 2015: Zwei Freunde (Les deux amis)
- 2018: Ein Mann zum Verlieben (L’homme fidèle)
- 2021: La croisade
- 2022: Verkehrte Welt (L’innocent)

## Auszeichnungen
- César 2006: Bester Nachwuchsdarsteller für Unruhestifter
- Étoile d’Or 2006: Bester Nachwuchsdarsteller für Unruhestifter
- Patrick-Dewaere-Preis 2009
- César 2011: Nominierung in der Kategorie Bester Kurzfilm für Petit tailleur (gemeinsam mit Produzent Mathieu Bompoint)
- César 2015: Nominierung in der Kategorie Bester Nebendarsteller für Saint Laurent
- César 2016: Nominierung in der Kategorie Bester Nebendarsteller für Mein ein, mein alles
- Filmfest München 2019: Margot-Hielscher-Preis[6][7]
- César 2021: Nominierung in der Kategorie Bester Nebendarsteller für ADN